# Північноамериканський східний час

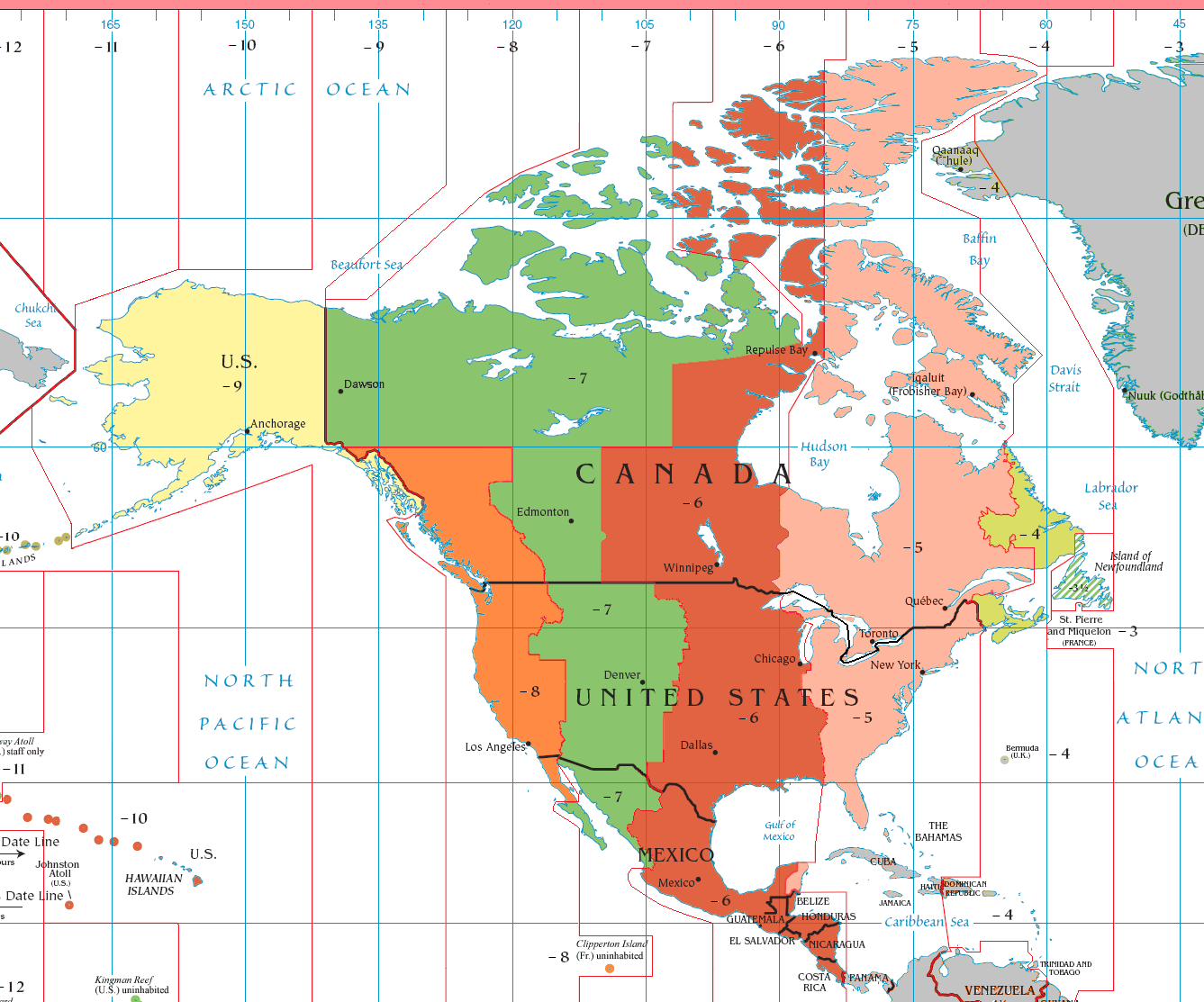
EST або UTC-5

Північноамериканський східний час (англ. Eastern Standard Time, EST; синоніми: стандартний східний час, східний поясний час) — часовий пояс, у якому перебуває значна територія у східній частині США та Канади, а також деякі країни Центральної та Південної Америки (повністю або частково). Від UTC відрізняється на 5 годин (EST=UTC−5). Літній час у цьому часовому поясі — літній північноамериканський східний час або літній східний час (Eastern Daylight Time або EDT) = UTC-4.
У цілому цей час застосовують у США за замовчуванням: якщо в національних розкладах (телепередач, спортивних подій тощо) на зазначено часовий пояс, вважається, що вони укладені за EST (EDT).

## Штати США
У цьому часовому поясі перебувають такі штати США:
- Коннектикут
- Делавер
- Флорида (більша частина)
- Джорджія
- Індіана (частково)
- Кентуккі (частково)
- Мен
- Меріленд
- Массачусетс
- Мічиган
- Нью-Гемпшир
- Нью-Джерсі
- Нью-Йорк
- Північна Кароліна
- Огайо
- Пенсільванія
- Род-Айленд
- Південна Кароліна
- Теннессі (частково)
- Вермонт
- Вірджинія
- округ Колумбія
- Західна Вірджинія

У всіх штатах (за винятком округу Колумбія) відбувається перехід на літній час (EDT — Eastern Daylight Time; EDT = UTC-4).
Перехід з EST на EDT відбувається в другу неділю березня, а зворотний перехід (з EDT на EST) — у першу неділю листопада.

## Провінції та території Канади
- Квебек (за винятком районів Кот-Нор на схід від 63 меридіана та островів Мадлен);
- Нунавут (центрально-східні райони: частина півострова Мелвілл, більшу частину островів Елсмір та Баффінова Земля, включаючи Ікалуїт);
- Онтаріо (за винятком районів на захід від Тандер-Бей, але включаючи Атікокан);

## Держави Південної та Центральної Америки та Карибського басейну
- Багамські Острови[1]
- Кайманові острови[1]
- Колумбія
- Куба[1]
- Еквадор
- Гаїті[1]
- Ямайка
- Панама
- Перу